# Прінос
Прінос – офшорне нафтове родовище, розташоване у грецькому секторі Егейського моря в затоці Кавала, за 8 км на північний захід від острова Тасос.

## Опис
На початку 1970-х за розвідку у басейні Прінос узявся консорціум, створений компаніями Oceanic (50% участі), Colorado, Hellenic, Fundamental та White Shield (по 12,5%). Оскільки перші кілька свердловин не дали очікуваних результатів, Colorado у 1973-му продала свою долю німецькій Wintershall AG. Вже після відкриття родовища Прінос Oceanic викупила частку Fundamental та половину частки White Shield, що довело долю Oceanic до 68,75%. А в 1976-му частку Oceanic перекупила канадська компанія Denison Mines.
У 1974 році внаслідок спорудження свердловини Prinos 1 виявили комерційні запаси нафти, для уточнення інформації про які пробурили кілька оціночних свердловин. Поклади нафти знаходяться на глибині від 2490 до 2770 метрів та пов’язані із пісковиками епохи міоцену. 
В 1979-му розпочалось облаштування Пріносу, а у 1981-му стартував видобуток, рівень якого в 1985-му досяг 27,5 тисяч барелів на добу. Втім, доволі швидко почалось зниження видобутку, і в 1998-му на тлі масштабного падіння цін на нафту існуючий консорціум відмовився від розробки Пріносу. Права на це опинились у приватної компанії Eurotech Services (67%) та асоціації робітників (33%). При цьому видобуток на родовищі на короткий час навіть призупиняли, проте відновили у кінці 1999 року.
В 2003-му контроль над Eurotech Services отримала британська Regal Petroleum, яка, втім, не змогла запропонувати дієвої програми розвитку. Нарешті, в 2007-му Aegean Energy (в подальшому змінила назву на Energean) викупила контроль над Eurotech Services та узялась за інвестування у Прінос.
У грудні 2010-го на родовище прибуло самопідіймальне судно GSP Saturn. Воно пробурило свердловину PA-35, яка почала роботу в лютому 2011-го з дебіту 1000 барелів на добу. А в другій половині 2013-го на Пріносі до робіт залучили іншу бурову установку румунської компанії GSP – самопідіймальне судно GSP Fortuna, яке спорудило свердловини PB-23 ST-1 (боковий стовбур, призначений для нагнітання води) та PB-34. Введення останньої дозволило збільшити видобуток на родовищі з 850 до 2300 барелів на добу. 
Подальше буріння здійснювалось за участі бурового тендеру Energean Force, придбаного Energean для обслуговування власних потреб. В 2016-му ввели свердловини PA-35A, PA-40, PA-36 та PA-41, в 2017-му до них додали PA-38 та PA-33, а в 2018-му запустили PA-37. Втім, це дозволяло лише ненадовго підіймати видобуток на родовищі, яке знаходиться на завершальному етапі розробки. Так, в 2016-му середньоденний видобуток становив 3160 барелів нафти, а в першій половині 2017-го знову знизився до 2290 барелів.
Всього станом на 2018 рік на Пріносі було пробурено 55 свердловин (з урахуванням бокових стовбурів) – розвідувальних, оціночних, видобувних та водонагнітальних (через останні з метою підтримки пластового тиску закачується морська вода). З них у експлуатації знаходились 12 видобувних та 4 водонагнітальні.
Облаштування родовища включає встановлену в районі з глибиною моря 32 метра восьмиопорну платформу Дельта, де знаходиться обладнання первинної підготовки нафти та газу, розраховане на прийом 25 тисяч барелів на добу. З нею сполучені містками дві чотирьохопорні платформи Альфа та Бета, які призначені для розміщення фонтанних арматур та мають по 12 слотів для свердловин. 
Від платформи Дельта до наземної установки підготовки Сігма прокладені два трубопроводи довжиною по 18 км – для нафти діаметром 200 мм та для газу діаметром 300 мм. Сігма провадить додаткове зневоднення та знесолення нафти, яка далі надходить до резервуарного парку, здатного зберігати 500 тисяч барелів. Звідси по трубопроводу довжиною 3 км та діаметром 600 мм нафта перекачується до танкерного терміналу.
З попутного газу Пріносу на Сігмі вилучають сірководень (його вміст становить від 30% до 60%), який далі використовується для виробництва сірки, а також зріджені вуглеводневі гази (гомологи метану). Після цього підготований газ повертається по трубопроводу діаметром 100 мм на платформу Дельта для використання у газліфтних операціях (окрім нього, до покладу закачують  продукцію розташованого неподалік газового родовища Кавала-Південь, яка має низький вміст сірководню та не потребує попередньої підготовки). Крім того, Сігма за допомогою перемички довжиною 7 км та діаметром 150 мм з’єднана із національною газотранспортною мережею.
Можливо також відзначити, що інфраструктура Пріносу використовується для розробки родовищ-сателітів Прінос-Північ та Епсілон. 
Станом на 2018-й з Пріносу видобули 111 млн барелів нафти, при цьому залишкові видобувні запаси (категорія 2Р) оцінювались у 17,8 млн барелів нафти, а ресурси (категорії 2С) – у 20,5 млн барелів. Залишкові видобувні запаси газу рахувались як 0,08 млрд м3, а ресурси – як 0,14 млрд м3.